# Півнівщина
Півні́вщина — село в Україні, у Городнянській міській громаді Чернігівського району Чернігівської області. Населення становить 326 осіб. До 2017 орган місцевого самоврядування — Хрипівська сільська рада.

## Історія
12 червня 2020 року, відповідно до розпорядження Кабінету Міністрів України № 730-р від «Про визначення адміністративних центрів та затвердження територій територіальних громад Чернігівської області», село увійшло до складу Городнянської міської громади.
19 липня 2020 року, в результаті адміністративно-територіальної реформи та ліквідації Городнянського району, село увійшло до складу Чернігівського району.

## Населення

### Мова
Розподіл населення за рідною мовою за даними перепису 2001 року:
| Мова       | Кількість | Відсоток |
| ---------- | --------- | -------- |
| українська | 312       | 95.71%   |
| російська  | 10        | 3.06%    |
| білоруська | 4         | 1.23%    |
| Усього     | 326       | 100%     |

## Люди
В селі народився Лось Федір Євдокимович — український історик.